# サンエー浦添西海岸 PARCO CITY
サンエー浦添西海岸 PARCO CITY（サンエーうらそえにしかいがん パルコシティ）は、沖縄県浦添市西洲に所在し、同県にてスーパーマーケットを展開するサンエーと本土を中心にファッションビルを展開するパルコとの合弁会社株式会社サンエーパルコによって運営されるショッピングモール。
キャッチフレーズ（コンセプト）は、「幸せの共感 〜ここから未来へ〜」。

## 概要
浦添市による米軍牧港補給地区（キャンプ・キンザー）沖の開発事業の一環として出店が実施され、2019年6月27日に開業。商業施設面積で見ると「イオンモール沖縄ライカム」に次いで沖縄県内2番目の大きさとなる。2016年（平成28年）12月には国土交通省の「サステナブル建築物等先導事業（省CO2先導型）」の採択プロジェクトに選出。建物には太陽熱や地中熱の利用および外気の湿度処理による空調や、太陽光パネルと蓄電池の併用による電力供給といった省CO2設備が配され、日照時間が長く多湿な沖縄の環境を活かした設計となっている。また、本施設のエレベーターは火災発生時にも避難手段として利用できるよう、火災が発生した区画および隣接する区画では停止し、それ以外の区画では耐火ケーブルでの電力供給により稼働できる仕組みとなっている。同計画は事業者であるサンエーパルコが三菱電機と提携して整備を行っており、商業施設への導入としては日本初となる。
「PARCO CITY」の名称は2018年（平成30年）12月に決定されたもので、「浦添市の新たな"まち"（CITY）として発展が期待される西海岸地区と、パルコが持つ高い感性の融合」を表現して名付けられた。店舗のロゴはサンエー（SAN-A）とパルコ（PARCO）に共通する「A」を赤字で強調したデザインとなっており、両社が協力することにより沖縄の新たなランドマークとなるようにという思いが込められている。
この他、当施設に隣接するホテル（5階建て、約200室）の建設が同時に計画され、当初は同店舗の開業後に整備を開始し、2022年までの開業が予定されていた。しかしその後は本格的な整備が始まることはなく、この計画はそのまま凍結された。

## 沿革
当店舗は「那覇港浦添ふ頭地区第一ステージ都市機能用地事業」として出店され、牧港補給地区の海側8.55ヘクタールを埋め立て造成した土地に建設された。
- 2009年（平成21年）1月：牧港補給地区沖の埋め立て工事が着工[19]。
- 2010年（平成22年）12月6日：埋め立て工事が完了[20]。
- 2013年（平成25年）9月：埋め立て地にて事業を行う企業の公募が実施。3企業体が進出の意思表示をしたものの、のちに2社が辞退、1社は書類の不備で審査対象外となる[17]。
- 2014年（平成26年）11月：浦添市土地開発公社が公募要項を見直し、再公募を実施[17]。
- 2015年（平成27年）
  - 5月8日：沖縄県内3社（サンエーを含む）、県外1社、1企業体の計5事業所が再公募に応募。のちに県内1社、県外1社、県外1企業体の計3事業者が辞退[17][21]。
  - 9月30日：サンエーが埋め立て地の事業予定者として選出。本店舗およびホテル施設の建設計画が始動[22][23]。
  - 10月19日：サンエーが本施設の賃貸借・管理業務等を行う「株式会社サンエー浦添西海岸開発」(持分比率100%）を設立[24]。
  - 12月1日：サンエーが浦添市土地開発公社と埋め立て地の用地開発における基本協定を締結[25]。
- 2016年（平成28年）
  - 11月7日：サンエーとパルコによる合弁会社「株式会社サンエーパルコ」設立（出資比率：サンエー51%、パルコ49%）[26]。
  - 11月24日：サンエーが浦添市土地開発公社より埋め立て地を42億2900万円で取得[27]。
- 2017年（平成29年）7月6日：本施設の建設計画が着工[3]。
- 2018年（平成30年）12月4日：店舗名称が「サンエー浦添西海岸 PARCO CITY」に決定[15][28]。
- 2019年（平成31年・令和元年）
  - 4月15日：開業日を2019年6月27日とすることが発表される[1][10]。
  - 6月27日：グランドオープン[1]。
  - 8月9日：ZARAが他のテナントよりも1か月以上遅れる形でオープン[29]。
- 2020年（令和2年）
  - 10月30日：2nd STREETが施設2階にオープン[30]。
  - 11月20日：生活の木ハーブギャラリー ラピスが施設1階にオープン[30]。
  - 12月11日：サンキューマートが施設3階にオープン[30]。
- 2021年（令和3年）
  - 1月30日：ゴディバが施設2階にオープン[31][32]。
  - 3月1日：久世福商店が施設1階にオープン[33]。
  - 5月1日：Dr.stretchが施設1階にオープン（沖縄初出店）[34]。
  - 5月28日：Yogiboが施設1階にオープン[35]。
  - 9月27日：2nd STREETが施設2階から3階に移転し、リニューアルオープン[36][37]。
- 2022年（令和4年）
  - 3月4日：OPTIQUE PARIS MIKIがPARIS MIKIとして施設1階から2階に移転し、リニューアルオープン[38][39]。
  - 4月22日：無印良品が店舗内を改装し、リニューアルオープン[40]。
  - 10月1日：fukuskeが施設1階にオープン（沖縄初出店）[41]。
  - 10月18日：pier's BAKERY（沖縄初出店）が施設1階にオープン[42]。
- 2023年（令和5年）
  - 2月10日：ミスタードーナツが施設1階[43][44][45]、Esthe Pro Labo（沖縄初出店）が施設2階にオープン[46]。
  - 4月27日：Golden Bearが施設3階にオープン[43]。
  - 9月9日：BIRKENSTOCKがQuorinestとしてリニューアルオープン[47]。
  - 12月15日：丸亀製麵が施設1階にオープン[48]。
- 2024年（令和6年）
  - 2月2日：Right-onが施設3階から2階に移転し、リニューアルオープン[49]。
  - 3月30日：ABCマート グランドステージが店舗内を改装し、リニューアルオープン[50]。
  - 6月27日：開業5周年[51]。
  - 7月12日：THE NORTH FACE+が店舗内を改装し、HELLY HANSENとの複合店としてリニューアルオープン[52]。
  - 9月13日 - Dr.Martensが施設2階にオープン[51]。
  - 11月1日 - DAISOとStandard Productsの複合店が3階にオープン[53]。
  - 12月6日 - POLO RALPH LAURENが施設2階にオープン[54]。
  - 12月20日：ユナイテッド・シネマ PARCO CITY 浦添が運営会社の社名変更により「ローソン・ユナイテッドシネマ PARCO CITY 浦添」に改称[55]。
- 2025年（令和7年）
  - 3月28日：KOMEHYO買取センター（沖縄初出店）が施設3階にオープン[56]。
  - 4月25日：GUが施設2階にオープン[57]。

## 館内構成
店舗は地上6階建てで、うち1階から3階までが商業フロアとなり、それぞれ異なるコンセプトに沿った構成がなされている。
1階（72店が入居）は「新しいライフスタイルを提案するフロア」とし、中核テナントとなるサンエー食品館をはじめとした食品物販店、土産物店を中心に構成される。
2階（93店が入居）は「都市型ライフスタイルを提案するフロア」とし、ファッションブランドやスポーツ・アウトドアブランドの店舗、化粧品コーナーを中心に構成される。
3階（85店が入居）は「時間消費を提案するフロア」とし、沖縄県最大級の店舗や、映画館・アミューズメント施設などで構成される。
また、各階ともに飲食エリアや休憩スペースが設けられる。この他1階と2階には大型の吹き抜け空間が設置され、1階は物販イベントの会場、2階はイベントスペースとして展開される。

## 主要テナント
出店する250店舗のうち、94店舗が沖縄県初出店、2店舗が沖縄エリアでの旗艦店となる。
テナントの詳細は「フロアガイド」を参照。
★は沖縄県初出店、☆は沖縄県最大級

### ファッション
- 23区
- 2nd STREET[注釈 3]
- any SiS
- ARMANI EXCHANGE★
- BAYFLOW
- COMME ÇA ISM
- DIFFERENCE★
- GLOBAL WORK
- Golden Bear
- GU
- H&M☆ [注釈 4]
- HUF★
- LEVI'S STORE★
- MOUSSY
- niko and...
- PEACH JOHN★
- POLO RALPH LAUREN
- Right-on
- SENSE OF PLACE by URBAN RESEARCH
- studio CLIP
- SUIT SELECT
- URBAN RESEARCH DOORS★
- WEGO
- ZARA★
- ユニクロ☆
- サンエー衣料館

### ジュエリー・服飾
- 4℃
- ABCマート グランドステージ☆ [注釈 4]
- COACH
- crocs
- Dr.Martens
- ESTELLE LUXURY
- fukuske★
- JINS
- MICHAEL KORS
- PARIS MIKI
- POTR★
- Samantha Vega
- SKECHERS
- SWAROVSKI
- オンデーズ

### 化粧品
- POLA THE BEAUTY
- SABON★

### キッズ・ベビー
- BABYDOLL☆
- Lovetoxic☆
- petit main★
- アカチャンホンポ★
- ミキハウス

### スポーツ・アウトドア
- QUIKSILVER★
- THE NORTH FACE / HELLY HANSEN★
- ムラサキスポーツ

### ホビー・雑貨
- 3COINS+plus★
- DAISO / Standard Products
- HMV&BOOKS★
- illusie 300
- PLAZA★
- Yogibo
- ヴィレッジヴァンガード☆
- サンキューマート
- 島村楽器★
- 生活の木ハーブギャラリー ラピス
- ハンズ☆
- 無印良品☆
- レゴストア★

### 飲食店
- A&W
- 一風堂★
- 大阪王将
- ケンタッキー・フライドチキン
- 叙々苑
- 築地銀だこ
- 博多めんたい やまや食堂★
- パンダエクスプレス★
- pier's BAKERY★
- ピッツェリアマリノ
- 丸亀製麵
- 美山

### カフェ
- 上島珈琲店★
- ゴンチャ
- サンマルクカフェ
- スターバックス
- タリーズコーヒー&TEA
- ナナズグリーンティー★
- リトルマーメイド★
- リンツ ショコラ カフェ★

### 食品・スイーツ・ドリンク
- Esthe Pro Labo★
- カルディコーヒーファーム
- ゴディバ
- 久世福商店
- サーティワンアイスクリーム
- 杉養蜂園★
- ブルーシールアイスクリーム
- ミスタードーナツ
- ルピシア
- サンエー食品館

### アミューズメント
- ローソン・ユナイテッドシネマ★
- namco

### その他
- Dr.stretch★
- KOMEHYO買取センター★
- エディオン
- 漢方みず堂薬局
- 中央コンタクト
- マツモトキヨシ
- 郵便局
- ローソン
- 各種ATMコーナー（沖縄銀行、琉球銀行、沖縄海邦銀行、コザ信用金庫、ローソン銀行）

### ローソン・ユナイテッドシネマ PARCO CITY 浦添
ローソン・ユナイテッドシネマ PARCO CITY 浦添（ローソン・ユナイテッドシネマ パルコシティうらそえ）は、サンエー浦添西海岸 PARCO CITYにあるシネマコンプレックス。開館から2024年12月19日までの名称は「ユナイテッド・シネマ PARCO CITY 浦添」だったが、運営会社の社名変更（ユナイテッド・シネマ→ローソン・ユナイテッドシネマ）に伴い同年12月20日より現館名に改めた。
上映面数は11スクリーンで、沖縄県内では最多。うち3スクリーンにはそれぞれ3つの上映システム（IMAXレーザー、4DX、ScreenX）が導入され、シネマコンプレックスとしては日本初となる。
浦添市としては屋富祖にあった「浦添オリオン」が1990年7月1日に閉館して以来29年ぶりの映画館であり、ユナイテッド・シネマとしては県内初出店、かつ国内最南端の劇場であり、唯一の県外資本によるシネマコンプレックスである。また、これまで居抜きでの展開が多かったユナイテッド・シネマとしては、前年に建て替えを行った福岡ももち（旧：福岡）を除くとウニクス南古谷以来約11年.ぶりの新規出店である。
| No. | 座席数 | 座席数   | 座席数 | Size(m)      | Size(m)      | 備考                  |
| No. | 通常   | プレミア | 車椅子 | 縦           | 横           | 備考                  |
| --- | ------ | -------- | ------ | ------------ | ------------ | --------------------- |
| 1   | 341    | 0        | 6      | IMAXレーザー | IMAXレーザー | 3D上映時の総定員は309 |
| 2   | 197    | 14       | 5      | 5.6          | 13.5         | 3D対応                |
| 3   | 63     | 3        | 2      | 3.8          | 7.0          |                       |
| 4   | 63     | 3        | 2      | 3.8          | 7.0          |                       |
| 5   | 237    | 17       | 5      | 6.5          | 15.5         |                       |
| 6   | 107    | 4        | 3      | 4.9          | 11.7         |                       |
| 7   | 189    | 12       | 4      | ScreenX      | ScreenX      |                       |
| 8   | 99     | 7        | 3      | 4.2          | 10.2         |                       |
| 9   | 96     | 0        | 0      | 4.3          | 10.3         | 4DX／3D対応           |
| 10  | 65     | 7        | 2      | 3.8          | 7.0          |                       |
| 11  | 86     | 11       | 2      | 4.2          | 10.1         | 3D対応                |

## 撤退したテナント
- マネケン - 2020年3月15日に閉店。1階に入居していた[63]。
- Cath Kidston - 沖縄県初出店。2020年4月22日、運営会社である日本法人の破産により営業が困難となり、他県店舗と併せて閉店[64][65]。2階に入居していた[66]。
- MAKE BAKE ℃、Hanaha - 2020年6月28日に閉店[67][68]。1階に入居していた[69]。
- Hare no hi - 2020年まで3階に入居していた[70][71]。
- Wonder Fruits、ぐりこ・や - 沖縄県初出店。1階に入居していた[69]。
- NYX Professional Makeup - 沖縄県初出店。2020年9月27日、同ブランドの日本事業終了により、他県店舗と併せて閉店[72]。2階に入居していた[73]。
- ゆずり葉 - 沖縄県初出店。2020年まで1階に入居していた[74][75]。
- 御菓子御殿 - 2021年まで1階に入居していた[76]。
- MHL. - 沖縄県初出店。2021年まで2階に入居していた[77][78]。
- THE SHOP TK - 2021年まで3階に入居していた[79]
- PINK-latte - 沖縄県初出店。2021年まで3階に入居していた[79]。
- Champion - 沖縄県初出店。2021年まで2階に入居していた[80][81]。
- earth music & ecology natural store、Afternoon Tea LIVING - 2階に入居していた[82][83]。
- サンリオギフトゲート - 2021年まで3階に入居していた[84]。
- 靴下屋 - 2021年8月27日に閉店。1階に入居していた[85][86]。
- DHC直営店 - 2021年10月11日に閉店。1階に入居していた[87]。
- FURLA - 沖縄県初出店。2022年まで2階に入居していた[88][89]。
- FANCL - 2022年まで1階に入居していた[88]。
- ファイテンショップ - 2022年2月17日に那覇市に移転。3階に入居していた[90][91]。
- BAKE CHEESE TART - 沖縄県初出店。2022年5月8日に閉店。1階に入居していた[92][93]。
- PLST - 沖縄県初出店。2022年まで2階に入居していた[94]。
- ピザハットExpress - 2023年1月20日に閉店。1階に入居していた[95][96]。
- ミニジョイフル - 2023年8月31日に閉店。1階に入居していた[97]。
- TOMMY JEANS - 沖縄県初出店。2023年まで2階に入居していた[97]。
- 宗家 源吉兆庵 - 2024年1月28日に閉店。1階に入居していた[98]。
- マクドナルド - 2024年6月30日に閉店。1階に入居していた[99]。
- スポーツデポ - 2024年10月14日に閉店。2階に入居していた[100][101]。
- LACOSTE - 2024年まで2階に入居していた[102]。
- Quorinest - 旧BIRKENSTOCK専門店[47]。2024年まで2階に入居していた[103]。
- GUESS - 沖縄県初出店。2024年まで2階に入居していた[103]。
- キャンドゥ - 2024年まで3階に入居していた[103]。

## アクセス
沖縄西海岸道路から車でも行ける。

### 無料シャトルバス
- 開業時点ではサンエー那覇メインプレイスにほど近いおもろまち駅前、およびサンエーマチナトシティにほど近い第二城間バス停から無料シャトルバスが運行されており、シャトルバスの利用者はそれぞれ近隣サンエー施設の駐車場を利用可能としていた。開業 - 2019年8月末までは毎日運行し、一時期土日・祝日のみ運行[104]となったあと、サンエー那覇メインプレイスとのシャトルバスのみが存続され（乗車位置がメインプレイス沿いに移動）毎日運行されていたが[105]、2020年3月よりカリー観光による路線バス運行開始に伴い、夜時間帯のパルコシティ発3便のみの運行となっている[106]。

### 路線バス
サンエーパルコシティを起終点とする路線は施設内道路上のバス停を発着し、経由するのみの路線は隣接道路上のバス停を発着する。
- 26番・宜野湾空港線（琉球バス交通）
- 32番・コンベンションセンター線（沖縄バス）
- 43番・北谷線（沖縄バス）
- 61番・前原線（沖縄バス）
- 309番・大里〜結の街線（沖縄バス）
- 334番・国立劇場おきなわ線（沖縄バス）
- 385番・サンエーパルコシティ線（沖縄バス）
- 391番・城間（サンエーパルコシティ）線（東陽バス）
- 北谷ライナー（カリー観光）
- パルコシティシャトルバス（カリー観光）